# Lignes de bus RATP de 400 à 499
Les lignes de bus RATP de 400 à 499 constituent une série de lignes que la Régie autonome des transports parisiens exploite en banlieue parisienne en collaboration avec d'autres transporteurs, ces lignes étant ainsi affrétées.

## Lignes 400 à 499
En 2013, aucune de ces lignes n'est équipée du système d'information en ligne destiné à la régulation et à l'information des voyageurs.

### Lignes de 420 à 429
| Ligne | Caractéristiques | Caractéristiques                                  | Caractéristiques                                  | Caractéristiques                                  | Caractéristiques                                  | Caractéristiques                                  | Caractéristiques                                  | Caractéristiques                                  | Caractéristiques                                  |
| 426   | La Celle-Saint-Cloud - Gare SNCF ⥋ Pont de Sèvres | La Celle-Saint-Cloud - Gare SNCF ⥋ Pont de Sèvres | La Celle-Saint-Cloud - Gare SNCF ⥋ Pont de Sèvres | La Celle-Saint-Cloud - Gare SNCF ⥋ Pont de Sèvres | La Celle-Saint-Cloud - Gare SNCF ⥋ Pont de Sèvres | La Celle-Saint-Cloud - Gare SNCF ⥋ Pont de Sèvres | La Celle-Saint-Cloud - Gare SNCF ⥋ Pont de Sèvres | La Celle-Saint-Cloud - Gare SNCF ⥋ Pont de Sèvres | La Celle-Saint-Cloud - Gare SNCF ⥋ Pont de Sèvres |
| ----- | --- | ------------------------------------------------- | ------------------------------------------------- | ------------------------------------------------- | ------------------------------------------------- | ------------------------------------------------- | ------------------------------------------------- | ------------------------------------------------- | ------------------------------------------------- |
| 426   | Ouverture / Fermeture 2 juin 1998 / — | Longueur 12,80 km                                 | Durée 20-55 min                                   | Nb. d’arrêts 30                                   | Matériel GX 327 GX 337 Citaro C2                  | Jours de fonctionnement L, Ma, Me, J, V, S, D     | Jour / Soir / Nuit / Fêtes O / N / N / O          | Voy. / an 3 000 000                               | Exploitant Transdev Nanterre                      |
| 426   | Desserte : - Villes et lieux desservis : Boulogne-Billancourt (Pont de Sèvres), Sèvres (Bibliothèque/médiathèque, l'église et le marché Saint-Romain, le collège Charles-de-Gaulle, la mairie, l'école Gambetta A et B, le gymnase des Cent-Gardes, le sud du parc de Saint-Cloud et la Manufacture nationale de Sèvres), Ville-d'Avray (Château, l'école Halphen, le collège La Fontaine du Roy, l'église Saint-Nicolas-et-Saint-Marc et l'IUT), Marnes-la-Coquette (École Maurice-Chevalier, le cimetière et la mairie), Garches (Mémorial de l'Escadrille La Fayette, l'hôpital Raymond-Poincaré et l'étang de Villeneuve), Vaucresson (Bois des Fonds Maréchaux et la gare) et La Celle-Saint-Cloud (Gare, le lycée Pierre-Corneille, la mairie, l'église de Notre-Dame de Beauregard, le groupe scolaire Pierre-et-Marie-Curie, et le domaine du Petit Beauregard). - Stations et gares desservies : La Celle-Saint-Cloud, Vaucresson, Sèvres - Ville-d'Avray, Musée de Sèvres (T2) et Pont de Sèvres. |                                                   |                                                   |                                                   |                                                   |                                                   |                                                   |                                                   |                                                   |
| 426   | Autre : - Zones traversées : 3-4 - Arrêts non accessibles aux UFR : Jules Verne vers Pont de Sèvres, Place de Verdun vers Pont de Sèvres, Vaucresson - Gare SNCF, Hôpital de Garches, Yves Cariou - Les Etangs, Rue de Versailles, Cimetière, Matignon. - Amplitudes horaires : La ligne fonctionne du lundi au vendredi de 5 h 25 à 23 h 10, le samedi de 5 h 30 à 23 h 5, et les dimanches et fêtes de 8 h à 23 h 5. - Historique : - Cette ancienne ligne Traverciel créée le 2 juin 1998 et originellement numérotée 26, remplace l'ancienne ligne 420 (CGEA), créée le 1er mars 1983, sur le tronçon entre Hôpital Raymond-Poincaré et Pont de Sèvres le 2 juin 1998, la ligne 471 reprenant l'autre partie de la ligne. - La ligne est intégralement exploitée par la RATP depuis le 1er janvier 2014. - La desserte du quartier Beauregard à La Celle-Saint-Cloud est reprise par la ligne originellement 30, renumeméroté 6230 du réseau Transdev le 15 juillet 2014 ; le tronçon Pont de Sèvres ↔ Hôtel de Ville de Boulogne-Billancourt est abandonné depuis cette même date et la branche Monastère est reprise par la ligne 572 Navette Monastère intégrée dans le réseau de bus RATP. - Date de dernière mise à jour : 11 juin 2023. |                                                   |                                                   |                                                   |                                                   |                                                   |                                                   |                                                   |                                                   |
| 426   | Dernière actualisation : — |                                                   |                                                   |                                                   |                                                   |                                                   |                                                   |                                                   |                                                   |

### Lignes de 450 à 459
| Ligne | Caractéristiques | Caractéristiques                                           | Caractéristiques                                           | Caractéristiques                                           | Caractéristiques                                           | Caractéristiques                                           | Caractéristiques                                           | Caractéristiques                                           | Caractéristiques                                           |
| 459   | Rueil-Malmaison - Henri Regnault ⥋ Saint-Cloud - Gare SNCF | Rueil-Malmaison - Henri Regnault ⥋ Saint-Cloud - Gare SNCF | Rueil-Malmaison - Henri Regnault ⥋ Saint-Cloud - Gare SNCF | Rueil-Malmaison - Henri Regnault ⥋ Saint-Cloud - Gare SNCF | Rueil-Malmaison - Henri Regnault ⥋ Saint-Cloud - Gare SNCF | Rueil-Malmaison - Henri Regnault ⥋ Saint-Cloud - Gare SNCF | Rueil-Malmaison - Henri Regnault ⥋ Saint-Cloud - Gare SNCF | Rueil-Malmaison - Henri Regnault ⥋ Saint-Cloud - Gare SNCF | Rueil-Malmaison - Henri Regnault ⥋ Saint-Cloud - Gare SNCF |
| ----- | --- | ---------------------------------------------------------- | ---------------------------------------------------------- | ---------------------------------------------------------- | ---------------------------------------------------------- | ---------------------------------------------------------- | ---------------------------------------------------------- | ---------------------------------------------------------- | ---------------------------------------------------------- |
| 459   | Ouverture / Fermeture 2 juin 1998 / — | Longueur 5,20 km                                           | Durée 10-15 min                                            | Nb. d’arrêts 12                                            | Matériel GX 137 L                                          | Jours de fonctionnement L, Ma, Me, J, V                    | Jour / Soir / Nuit / Fêtes O / N / N / N                   | Voy. / an —                                                | Exploitant Transdev Nanterre                               |
| 459   | Desserte : - Villes et lieux desservis : Saint-Cloud (Gare, le lycée Alexandre-Dumas, le centre commercial Montretout, l'école de Montretout, l'église Stella-Matutina et le cimetière et l'hippodrome), Garches et Rueil-Malmaison (Église de Buzenval et la place Henri-Regnault). - Gare desservie : Saint-Cloud. |                                                            |                                                            |                                                            |                                                            |                                                            |                                                            |                                                            |                                                            |
| 459   | Autre : - Zone traversée : 3. - Arrêts non accessibles aux UFR : Champ de Courses (vers Saint-Cloud) et Bucourt - Amplitudes horaires : La ligne est en service du lundi au vendredi de 7 h 30 à 9 h 40 puis de 15 h 35 à 19 h. - Historique : Crée le 2 juin 1998, cette ancienne ligne Traverciel est intégralement exploitée par la RATP depuis le 1er janvier 2014. - Date de dernière mise à jour : 9 juillet 2022. |                                                            |                                                            |                                                            |                                                            |                                                            |                                                            |                                                            |                                                            |
| 459   | Dernière actualisation : — |                                                            |                                                            |                                                            |                                                            |                                                            |                                                            |                                                            |                                                            |

### Lignes de 460 à 469
| Ligne | Caractéristiques | Caractéristiques                     | Caractéristiques                     | Caractéristiques                     | Caractéristiques                                                                 | Caractéristiques                              | Caractéristiques                         | Caractéristiques                     | Caractéristiques                     |
| 467   | Rueil-Malmaison RER ⥋ Pont de Sèvres | Rueil-Malmaison RER ⥋ Pont de Sèvres | Rueil-Malmaison RER ⥋ Pont de Sèvres | Rueil-Malmaison RER ⥋ Pont de Sèvres | Rueil-Malmaison RER ⥋ Pont de Sèvres                                             | Rueil-Malmaison RER ⥋ Pont de Sèvres          | Rueil-Malmaison RER ⥋ Pont de Sèvres     | Rueil-Malmaison RER ⥋ Pont de Sèvres | Rueil-Malmaison RER ⥋ Pont de Sèvres |
| ----- | --- | ------------------------------------ | ------------------------------------ | ------------------------------------ | -------------------------------------------------------------------------------- | --------------------------------------------- | ---------------------------------------- | ------------------------------------ | ------------------------------------ |
| 467   | Ouverture / Fermeture 2 septembre 1974 / — | Longueur 16,50 km                    | Durée 40 min                         | Nb. d’arrêts 41                      | Matériel GX 327 GX 427 Citelis 18 Citaro G Citaro Facelift Citaro C2 Citaro G C2 | Jours de fonctionnement L, Ma, Me, J, V, S, D | Jour / Soir / Nuit / Fêtes O / O / N / O | Voy. / an 9 millions                 | Exploitant Transdev Nanterre         |
| 467   | Desserte : - Villes et lieux desservis : Rueil-Malmaison (Mairie, Lycée Richelieu, Lycée Passy Buzenval), Garches, Saint-Cloud (Institut Pasteur, Parc de Saint-Cloud), Boulogne-Billancourt (Sous-préfecture des Hauts-de-Seine). - Stations et gares desservies : Pont de Sèvres, Parc de Saint-Cloud (T2), Saint-Cloud et Rueil-Malmaison. |                                      |                                      |                                      |                                                                                  |                                               |                                          |                                      |                                      |
| 467   | Autre : - Zones traversées : 2 et 3. - Arrêts non accessibles aux UFR : Laboratoire Debat vers Pont de Sèvres, Foch - 19 janvier vers Rueil, Grande Rue vers Pont de Sèvres, Porte Jaune - Pasteur, Lelégard vers Pont de Sèvres, Général Leclerc vers Rueil, Parc de Saint-Cloud vers Rueil, Rhin et Danube - Béranger vers Pont de Sèvres, Stade vers Rueil et Maréchal Juin. - Amplitudes horaires : La ligne fonctionne du lundi au samedi de 5 h 15 à 23 h 29 environ et le dimanche à partir de 7 h. - Particularités : De nombreux services en semaine ainsi que les derniers départs quotidiens sont des services partiels limités au parcours : Rueil RER ↔ Henri Regnault. - Histoire : La ligne est intégralement exploitée par la RATP depuis le 2 septembre 1974. - Date de dernière mise à jour : 19 avril 2025. |                                      |                                      |                                      |                                                                                  |                                               |                                          |                                      |                                      |
| 467   | Dernière actualisation : — |                                      |                                      |                                      |                                                                                  |                                               |                                          |                                      |                                      |

### Lignes de 470 à 479
| Ligne | Caractéristiques | Caractéristiques                                               | Caractéristiques                                               | Caractéristiques                                               | Caractéristiques                                               | Caractéristiques                                               | Caractéristiques                                               | Caractéristiques                                               | Caractéristiques                                               |
| 471   | Versailles Gare SNCF - Rive Droite ⥋ Saint-Cloud - Les Coteaux | Versailles Gare SNCF - Rive Droite ⥋ Saint-Cloud - Les Coteaux | Versailles Gare SNCF - Rive Droite ⥋ Saint-Cloud - Les Coteaux | Versailles Gare SNCF - Rive Droite ⥋ Saint-Cloud - Les Coteaux | Versailles Gare SNCF - Rive Droite ⥋ Saint-Cloud - Les Coteaux | Versailles Gare SNCF - Rive Droite ⥋ Saint-Cloud - Les Coteaux | Versailles Gare SNCF - Rive Droite ⥋ Saint-Cloud - Les Coteaux | Versailles Gare SNCF - Rive Droite ⥋ Saint-Cloud - Les Coteaux | Versailles Gare SNCF - Rive Droite ⥋ Saint-Cloud - Les Coteaux |
| ----- | --- | -------------------------------------------------------------- | -------------------------------------------------------------- | -------------------------------------------------------------- | -------------------------------------------------------------- | -------------------------------------------------------------- | -------------------------------------------------------------- | -------------------------------------------------------------- | -------------------------------------------------------------- |
| 471   | Ouverture / Fermeture 2 juin 1998 / — | Longueur 14,25 km                                              | Durée 30 min                                                   | Nb. d’arrêts 28                                                | Matériel Citaro C2 GX 327 Citelis Line                         | Jours de fonctionnement L, Ma, Me, J, V, S, D                  | Jour / Soir / Nuit / Fêtes O / N / N / O                       | Voy. / an 200 000                                              | Exploitant Transdev Nanterre                                   |
| 471   | Desserte : - Villes et lieux desservis : Versailles (Collège de Clagny, Université de Versailles-Saint-Quentin-en-Yvelines), Ville-d'Avray (Forêt de Fausses-Reposes, Étangs, École maternelle Jean-Rostand, Église Saint-Nicolas-et-Saint-Marc, Mairie, Hôpital de jour) et Saint-Cloud (Parc de Saint-Cloud, Stade du Pré Saint-Jean, Jardin et Musée des Avelines, Marché de Montretout, Centre commercial Montretout, Lycée Alexandre-Dumas, Parc de la Bérengère, École Les Coteaux) - Stations et gares desservies : Les Coteaux (T2), Versailles-Rive-Droite, Saint-Cloud (uniquement vers Versailles). |                                                                |                                                                |                                                                |                                                                |                                                                |                                                                |                                                                |                                                                |
| 471   | Autre : - Zones traversées : 3 et 4. - Arrêts non accessibles aux UFR : Université, Porte des Hauts-de-Seine, Corot et Pradier vers Saint Cloud, Av de Suresnes et Gauthier de Clagny vers Versailles SNCF - Amplitudes horaires : La ligne fonctionne du lundi au vendredi de 5 h 40 à 21 h 20, le samedi jusqu'à 21 h et le dimanche de 8 h 40 à 19 h 20. - Particularités : Certains services sont des services partiels limités au parcours : Église de Ville-d'Avray ↔ Porte des Hauts-de-Seine ; d'autres partent ou aboutissent à l'arrêt Université. - Historique : - Créée le 2 juin 1998, cette ancienne ligne Traverciel résulte de la fusion de l'antenne des Fausses Reposes et celle du lycée Alexandre-Dumas à Saint-Cloud (anciennement Florent-Schmitt) qui fut une desserte scolaire créée en février 1997 sur l'ancienne ligne 420 (CGEA). - La ligne est intégralement exploitée par la RATP depuis le 1er janvier 2014. - Date de dernière mise à jour : 1er juillet 2023. |                                                                |                                                                |                                                                |                                                                |                                                                |                                                                |                                                                |                                                                |
| 471   | Dernière actualisation : — |                                                                |                                                                |                                                                |                                                                |                                                                |                                                                |                                                                |                                                                |

### Lignes de 480 à 489
| Ligne | Caractéristiques | Caractéristiques                                           | Caractéristiques                                           | Caractéristiques                                           | Caractéristiques                                           | Caractéristiques                                           | Caractéristiques                                           | Caractéristiques                                           | Caractéristiques                                           |
| 485   | Athis-Mons - Delalande-Pasteur ⥋ Athis-Mons - Noyer-Renard | Athis-Mons - Delalande-Pasteur ⥋ Athis-Mons - Noyer-Renard | Athis-Mons - Delalande-Pasteur ⥋ Athis-Mons - Noyer-Renard | Athis-Mons - Delalande-Pasteur ⥋ Athis-Mons - Noyer-Renard | Athis-Mons - Delalande-Pasteur ⥋ Athis-Mons - Noyer-Renard | Athis-Mons - Delalande-Pasteur ⥋ Athis-Mons - Noyer-Renard | Athis-Mons - Delalande-Pasteur ⥋ Athis-Mons - Noyer-Renard | Athis-Mons - Delalande-Pasteur ⥋ Athis-Mons - Noyer-Renard | Athis-Mons - Delalande-Pasteur ⥋ Athis-Mons - Noyer-Renard |
| ----- | --- | ---------------------------------------------------------- | ---------------------------------------------------------- | ---------------------------------------------------------- | ---------------------------------------------------------- | ---------------------------------------------------------- | ---------------------------------------------------------- | ---------------------------------------------------------- | ---------------------------------------------------------- |
| 485   | Ouverture / Fermeture 16 novembre 2013 / — | Longueur 4,74 km                                           | Durée 14-19 (10) min                                       | Nb. d’arrêts 22 (11)                                       | Matériel Citaro Facelift                                   | Jours de fonctionnement L, Ma, Me, J, V, S                 | Jour / Soir / Nuit / Fêtes O / N / N / N                   | Voy. / an —                                                | Exploitant Keolis Seine Val-de-Marne                       |
| 485   | Desserte : - Ville et lieux desservis : Athis-Mons (Centre commercial, Lycée Pagnol, Clinique d'Athis-Mons, Place Henri-Deudon, Église Saint-Denis, Lycée Saint-Charles, Cimetière, Zone d'activités des Guyards, Cité du Noyer-Renard, Église Notre-Dame de l'Air). - Stations et gares desservies : Aucune. |                                                            |                                                            |                                                            |                                                            |                                                            |                                                            |                                                            |                                                            |
| 485   | Autre : - Zone traversée : 4. - Arrêts non accessibles aux UFR : Plein Midi et Trois Ormes vers Noyer - Renard, Président Denis et Albert Sarraut vers Delalande - Pasteur, Pasteur, Sembat. - Amplitudes horaires : La ligne fonctionne du lundi au samedi de 7 h 5 à 20 h 23 à raison d'un bus toutes les demi-heures. - Particularités : - Service scolaire : Du lundi au vendredi, un service scolaire (nommé 485s jusqu'en janvier 2015) est assuré de 7 h 55 à 17 h 15 à raison de sept passages le matin (vers Delande - Pasteur) et le soir (vers Noyer - Renard) afin de desservir l'école Louis-Pasteur et le collège Delalande via Belle Étoile. Le service du mercredi se termine à 12 h 50. - Restructuration du 17 novembre 2013, consécutive à la mise en service de la ligne de tramway T7 : - Cette ligne reprend une partie de l'ancienne ligne 487c. - Le service scolaire (ex-485s) résulte de l'isolement de l'antenne scolaire de la ligne 486. - Date de dernière mise à jour : 16 juin 2023. |                                                            |                                                            |                                                            |                                                            |                                                            |                                                            |                                                            |                                                            |
| 485   | Dernière actualisation : — |                                                            |                                                            |                                                            |                                                            |                                                            |                                                            |                                                            |                                                            |
| 486   | Athis-Mons - Porte de l'Essonne ⥋ Juvisy RER | Athis-Mons - Porte de l'Essonne ⥋ Juvisy RER               | Athis-Mons - Porte de l'Essonne ⥋ Juvisy RER               | Athis-Mons - Porte de l'Essonne ⥋ Juvisy RER               | Athis-Mons - Porte de l'Essonne ⥋ Juvisy RER               | Athis-Mons - Porte de l'Essonne ⥋ Juvisy RER               | Athis-Mons - Porte de l'Essonne ⥋ Juvisy RER               | Athis-Mons - Porte de l'Essonne ⥋ Juvisy RER               | Athis-Mons - Porte de l'Essonne ⥋ Juvisy RER               |
| 486   | Ouverture / Fermeture 27 septembre 1999 / — | Longueur 6,95 km                                           | Durée 25 min                                               | Nb. d’arrêts 25                                            | Matériel Citaro Facelift                                   | Jours de fonctionnement L, Ma, Me, J, V, S, D              | Jour / Soir / Nuit / Fêtes O / O / N / O                   | Voy. / an —                                                | Exploitant Keolis Seine Val-de-Marne                       |
| 486   | Desserte : - Villes et lieux desservis : Juvisy-sur-Orge, Athis-Mons, Paray-Vieille-Poste. - Stations et gares desservies : Porte de l'Essonne (T7) et Juvisy. |                                                            |                                                            |                                                            |                                                            |                                                            |                                                            |                                                            |                                                            |
| 486   | Autre : - Zone traversée : 4. - Arrêts non accessibles aux UFR : Plein Midi et Saint-Saëns vers Athis-Mons, Debussy-Champagne vers Juvisy, Guynemer vers Athis-Mons, Square Cheveaux et École Jean Jaurès vers Juvisy, Mairie de Juvisy, Piver et Hôpital de Juvisy vers Athis-Mons. - Amplitudes horaires : La ligne fonctionne du lundi au samedi de 5 h à 1 h 24 et les dimanches et fêtes depuis 5 h 30. - Date de dernière mise à jour : 16 juin 2023. |                                                            |                                                            |                                                            |                                                            |                                                            |                                                            |                                                            |                                                            |
| 486   | Dernière actualisation : — |                                                            |                                                            |                                                            |                                                            |                                                            |                                                            |                                                            |                                                            |
| 487   | Athis-Mons - Porte de l'Essonne ⥋ Juvisy RER | Athis-Mons - Porte de l'Essonne ⥋ Juvisy RER               | Athis-Mons - Porte de l'Essonne ⥋ Juvisy RER               | Athis-Mons - Porte de l'Essonne ⥋ Juvisy RER               | Athis-Mons - Porte de l'Essonne ⥋ Juvisy RER               | Athis-Mons - Porte de l'Essonne ⥋ Juvisy RER               | Athis-Mons - Porte de l'Essonne ⥋ Juvisy RER               | Athis-Mons - Porte de l'Essonne ⥋ Juvisy RER               | Athis-Mons - Porte de l'Essonne ⥋ Juvisy RER               |
| 487   | Ouverture / Fermeture 27 septembre 1999 / — | Longueur 10,30 km                                          | Durée 30 min                                               | Nb. d’arrêts 34                                            | Matériel GX 127                                            | Jours de fonctionnement L, Ma, Me, J, V, S, D              | Jour / Soir / Nuit / Fêtes O / O / N / O                   | Voy. / an —                                                | Exploitant Keolis Seine Val-de-Marne                       |
| 487   | Desserte : - Villes et lieux desservis : Paray-Vieille-Poste, Athis-Mons (Centre commercial, Lycée Pagnol, Clinique d'Athis-Mons, Place Henri-Deudon, Église Saint-Denis, Lycée Saint-Charles, Cimetière, Zone d'activités des Guyards), Juvisy-sur-Orge. - Stations et gares desservies : Porte de l'Essonne (T7), Athis-Mons et Juvisy. |                                                            |                                                            |                                                            |                                                            |                                                            |                                                            |                                                            |                                                            |
| 487   | Autre : - Zone traversée : 4. - Arrêts non accessibles aux UFR : Sembat, Château d'Ablon et Athis-Mons RER vers Athis-Mons, Albert Sarraut, Dagobert, Caron-Gunsbourg, Gunsbourg vers Juvisy, Caron, Les Fontaines. - Amplitudes horaires: La ligne fonctionne du lundi au samedi de 4 h 50 à 23 h 45 environ et les dimanches et fêtes à partir de 6 h 10. - Particularités : La ZA des Guyards est desservie par quatre passages le matin (dans le sens Juvisy RER → Athis-Mons) et le soir (dans le sens Athis-Mons → Juvisy RER) aux heures de pointe. - Date de dernière mise à jour : 16 juin 2023. |                                                            |                                                            |                                                            |                                                            |                                                            |                                                            |                                                            |                                                            |
| 487   | Dernière actualisation : — |                                                            |                                                            |                                                            |                                                            |                                                            |                                                            |                                                            |                                                            |
| 488   | Athis-Mons - Place Henri Deudon ⥋ Juvisy RER | Athis-Mons - Place Henri Deudon ⥋ Juvisy RER               | Athis-Mons - Place Henri Deudon ⥋ Juvisy RER               | Athis-Mons - Place Henri Deudon ⥋ Juvisy RER               | Athis-Mons - Place Henri Deudon ⥋ Juvisy RER               | Athis-Mons - Place Henri Deudon ⥋ Juvisy RER               | Athis-Mons - Place Henri Deudon ⥋ Juvisy RER               | Athis-Mons - Place Henri Deudon ⥋ Juvisy RER               | Athis-Mons - Place Henri Deudon ⥋ Juvisy RER               |
| 488   | Ouverture / Fermeture 16 novembre 2013 / — | Longueur 3,73 km                                           | Durée 8-14 min                                             | Nb. d’arrêts 13                                            | Matériel —                                                 | Jours de fonctionnement L, Ma, Me, J, V                    | Jour / Soir / Nuit / Fêtes N / N / N / N                   | Voy. / an —                                                | Exploitant Keolis Seine Val-de-Marne                       |
| 488   | Desserte : - Villes et lieux desservis : Athis-Mons (Centre commercial, Lycée Pagnol, Clinique d'Athis-Mons, Place Henri-Deudon, Église Saint-Denis, Lycée Saint-Charles, Cimetière, Zone d'activités des Guyards), Juvisy-sur-Orge. - Gare desservie : Juvisy. |                                                            |                                                            |                                                            |                                                            |                                                            |                                                            |                                                            |                                                            |
| 488   | Autre : - Zone traversée : 4. - Arrêts non accessibles aux UFR : Albert Sarraut vers Juvisy. - Amplitudes horaires : La ligne fonctionne du lundi au vendredi de 6 h 30 à 9 h 44 puis de 17 h 0 à 20 h 14. - Particularités : La ligne emprunte une partie de l'itinéraire de la ligne 399. - Date de dernière mise à jour : 3 juillet 2023. |                                                            |                                                            |                                                            |                                                            |                                                            |                                                            |                                                            |                                                            |
| 488   | Dernière actualisation : — |                                                            |                                                            |                                                            |                                                            |                                                            |                                                            |                                                            |                                                            |

### Lignes de 490 à 499
| Ligne | Caractéristiques | Caractéristiques                                              | Caractéristiques                                              | Caractéristiques                                              | Caractéristiques                                              | Caractéristiques                                              | Caractéristiques                                              | Caractéristiques                                              | Caractéristiques                                              |
| 492   | Gare de Chilly-Mazarin ⥋ Savigny-sur-Orge - Prés Saint-Martin | Gare de Chilly-Mazarin ⥋ Savigny-sur-Orge - Prés Saint-Martin | Gare de Chilly-Mazarin ⥋ Savigny-sur-Orge - Prés Saint-Martin | Gare de Chilly-Mazarin ⥋ Savigny-sur-Orge - Prés Saint-Martin | Gare de Chilly-Mazarin ⥋ Savigny-sur-Orge - Prés Saint-Martin | Gare de Chilly-Mazarin ⥋ Savigny-sur-Orge - Prés Saint-Martin | Gare de Chilly-Mazarin ⥋ Savigny-sur-Orge - Prés Saint-Martin | Gare de Chilly-Mazarin ⥋ Savigny-sur-Orge - Prés Saint-Martin | Gare de Chilly-Mazarin ⥋ Savigny-sur-Orge - Prés Saint-Martin |
| ----- | --- | ------------------------------------------------------------- | ------------------------------------------------------------- | ------------------------------------------------------------- | ------------------------------------------------------------- | ------------------------------------------------------------- | ------------------------------------------------------------- | ------------------------------------------------------------- | ------------------------------------------------------------- |
| 492   | Ouverture / Fermeture 1er avril 1996 / — | Longueur 6,89 km                                              | Durée 20 min                                                  | Nb. d’arrêts 21                                               | Matériel Citaro Facelift Citaro C2                            | Jours de fonctionnement L, Ma, Me, J, V, S                    | Jour / Soir / Nuit / Fêtes O / N / N / N                      | Voy. / an —                                                   | Exploitant Keolis Seine Val-de-Marne                          |
| 492   | Desserte : - Villes et lieux desservis : Chilly-Mazarin (Gare, Place de la Libération, Parc des Champs Foux), Morangis (Hôpital Saint-Louis, Mairie, Place Lucien-Boilleau), Savigny-sur-Orge (Commissariat, Stade Jean-Moulin, Mairie, Quartier Prés Saint-Martin). - Gare desservie : Chilly-Mazarin et Savigny-sur-Orge. |                                                               |                                                               |                                                               |                                                               |                                                               |                                                               |                                                               |                                                               |
| 492   | Autre : - Zone traversée : 4. - Arrêts non accessibles aux UFR : Tous. - Amplitudes horaires : La ligne fonctionne du lundi au samedi de 6 h 24 à 21 h 24. - Date de dernière mise à jour : 8 décembre 2023. |                                                               |                                                               |                                                               |                                                               |                                                               |                                                               |                                                               |                                                               |
| 492   | Dernière actualisation : — |                                                               |                                                               |                                                               |                                                               |                                                               |                                                               |                                                               |                                                               |